# Omobranchus banditus
Omobranchus banditus és una espècie de peix de la família dels blènnids i de l'ordre dels perciformes.

## Morfologia
- Els mascles poden assolir 6 cm de longitud total.[1]

## Reproducció
És ovípar.

## Hàbitat
És un peix marí de clima subtropical.

## Distribució geogràfica
Es troba des de Bazaruto (Moçambic) fins a Port Alfred (Sud-àfrica).